# Куп'янськ
Ку́п'янськ (до кінця XVIII століття — Купенко, Купчінка, Купецкій, Купенск) — місто в Україні, адміністративний центр Куп'янського району Харківської області. Другий найбільший залізничний вузол Харківської області (після Харкова), що розташований за 40 км від кордону з Росією. Відстань до обласного центру становить понад 124 км і проходить автошляхом Н26. У місті діє пункт контролю через державний кордон з Росією Куп'янськ — Валуйки.
Куп'янськ є вузлом залізничних та автомобільних доріг. Міськраді підпорядкована селищна рада з центром у Куп'янськ-Вузловому. У місті функціонують прикордонна застава, митниця, новий вокзальний комплекс (2009), 3 церкви, кілька тисяч підприємств й організацій, планується відкриття контейнерного перевантаження, овочесховища на 3 000 тонн. У цій точці перетинаються важливі торгові шляхи (Росія — Одеса, Харків — Луганськ тощо). Загальна чисельність мешканців населених пунктів Куп'янської міської ради — понад 58 000 осіб (2022 рік).
27 лютого 2022 року Куп'янськ був тимчасово окупований РФ. 10 вересня 2022 року Збройні сили України звільнили місто від російських окупантів.

## Назва
Куп'янськ завжди вважався торговим містом, власне кажучи, від цього і походить його назва від слова «Купець»[джерело?]. У минулі часи річка Оскіл була повноводною і навіть судноплавною. Багато купців, пропливаючі вздовж Куп'янська, обов'язково зупинялися тут, щоб трохи відпочити і паралельно поторгувати.
Хоча є й інша теорія походження назви міста Куп'янськ. У стародавні часи практично вся територія міста була всіяна торф'яними горбочками або як їх ще називають, купинами. Звідси пішла назва ще однієї річки, яка так і називається Куп'янка.

## Географія
Місто Куп'янськ розташоване на березі річки Оскіл (притоці Сіверського Дінця), в місці впадання в неї річки Куп'янка (права притока) та великої річки Черпалки, яка впродовж багатьох років набула вигляду ставка. Вище за течією за 1,5 км розташоване село Голубівка, нижче за течією примикає смт Куп'янськ-Вузловий.
До міста примикають села Кучерівка, Подоли та Радьківка, а вище за течією річки Куп'янка примикає село Московка.
Через місто проходять автомобільні дороги Р79 та Н26. У місті розташований великий залізничний вузол, залізнична станція Куп'янськ-Південний.

## Клімат
| Кліматограма Куп'янська                                                                                                   | Кліматограма Куп'янська | Кліматограма Куп'янська | Кліматограма Куп'янська | Кліматограма Куп'янська | Кліматограма Куп'янська | Кліматограма Куп'янська | Кліматограма Куп'янська | Кліматограма Куп'янська | Кліматограма Куп'янська | Кліматограма Куп'янська | Кліматограма Куп'янська |
| --- | ----------------------- | ----------------------- | ----------------------- | ----------------------- | ----------------------- | ----------------------- | ----------------------- | ----------------------- | ----------------------- | ----------------------- | ----------------------- |
| С | Л                       | Б                       | К                       | Т                       | Ч                       | Л                       | С                       | В                       | Ж                       | Л                       | Г                       |
| 50 −3 −7 | 42 −1 −7                | 48 5 −3                 | 48 15 4                 | 56 21 11                | 65 25 15                | 55 27 18                | 41 27 17                | 50 20 11                | 48 12 5                 | 46 5 0                  | 53 0 −4                 |
| Середня макс. і мін. температури повітря (°C) Атмосферні опади (мм), за рік : 602 мм. Джерело: «Climate-Data.org» (англ.) |                         |                         |                         |                         |                         |                         |                         |                         |                         |                         |                         |

## Історія

### Перші поселення та заснування
Перші поселення на території, яку займає нинішнє місто, існували вже в давні часи. На околицях Куп'янська виявлені поселення епохи неоліту (V—IV тис. до н. е.), розкопані чотири кургани з похованням періоду бронзи (II тис. до н. е.), знайдені римські, арабські і візантійські монети (II, VIII і XI ст.).
Куп'янськ заснований у середині XVII століття, коли Слобідська Україна інтенсивно заселялася вихідцями з Правобережної України, які рятувалися від польського гніту. В документах значиться, що Купенко осажена, тобто заселена, у 1655 році. Споруда тут в 1662 р. церкви свідчить, що в цей час в Купенске жила значна кількість населення.

### XVII—XVIII століття
1679 року місто стало частиною Ізюмської оборонної лінії. В описі ряду слобідських поселень, складеному у 1683 році, населений пункт згадується як новозбудована слобода під назвою Купецкій. У 1685 році Купецкій був переданий із Харківського до Ізюмського полку. Тоді вперше в царській грамоті на ім'я полковника Дінця Купецкій названо містом. Однак це була типова укріплена козацька слобода. Понад півстоліття над Купецким висіла постійна загроза нападу татарських орд, що і обумовлювало його військовий характер. Ще перші поселенці на високому крутому березі Осколу, між татарськими бродами — Осикові й Калиновим — побудували острог. Спочатку укріплення мали примітивний характер: дерев'яну огорожу завдовжки 83 сажнів з одними воротами, бастіони і земляні укріплення були відсутні.
Наприкінці XVII століття на земляному валу були споруджені нові фортечні стіни з сімома бастіонами, обнесені ровом. Поруч з фортецею розростався посад, жителі якого під час нападу татар рятувалися за кріпосними стінами. Поряд із несенням військової служби населення займалося землеробством, промислами, торгівлею.
На початку 1730-х роках, завдяки припиненню татарських набігів, господарський розвиток міста посилився. Серед різних промислів особливо розвинене було винокуріння. Горілку продавали не тільки в місцевих шинках, але й вивозили в інші міста і слободи. Отримав розвиток борошномельний промисел: на Осколі діяло кілька млинів. Частина населення виготовляла дьоготь, мило, свічки, глиняний посуд, сукно, полотно, одяг тощо. Розвиток торгівлі, промислів і землеробства сприяв зростанню населення міста. За даними перепису 1732 року, у ньому проживали майже півтори тисячі чоловік.
Соціальний склад населення був неоднорідним — старшин і козаків налічувалося 199 чоловік, підпомічників — 1073, робітних людей — 155. У 1765 році у зв'язку з ліквідацією полкового устрою козачі полки переформували в гусарські, козацька старшина була зрівняна в правах з російським дворянством. Незначну частину козаків, заможнішу, приписали до купецького і міщанського станів. Рядових козаків, підсусідків і підпомічників перевели на становище військових обивателів. У 1773 році у Куп'янську вже проживало 3806 чоловік. Більшість із них були військовими обивателями (3578 осіб), підданих налічувалося 19 осіб, однодворців — троє. Іншу частину жителів складали військовослужбовці, духовенство і купці.

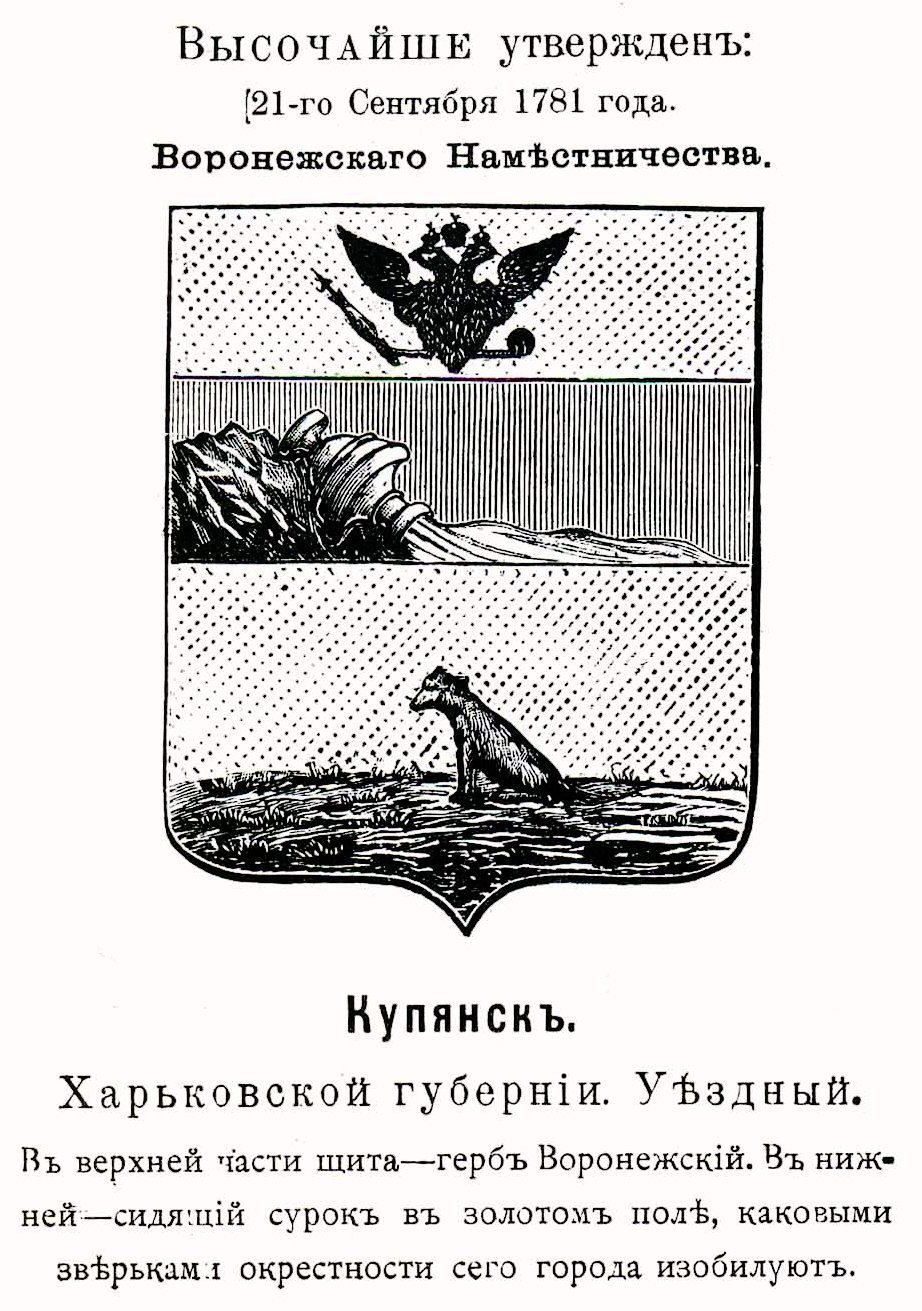
Герб Куп'янська 1781 року з офіційним описом

Подальший процес розвитку феодальних відносин, тяжкість рекрутчини, посилення гніту з боку адміністрації викликали невдоволення серед широких мас населення. У грудні 1765 року в місті з'явився солдат Брянського полку Петро Чернишов, який оголосив себе імператором Петром III. Варто було тільки йому заявити, що «ні подушного, ні Гусарщина, начальників і панів не треба, всі ви вільні, божі та мої», як навколо нього стали збиратися співчуваючі. Назрівав народний виступ, який тільки за допомогою загону солдатів був попереджений.
З ліквідацією слобідських полків Куп'янськ став центром комісарського правління Ізюмської провінції. Приписом Сепат з вересня 1779 року він офіційно став іменуватися повітовим містом Воронезького намісництва (з травня 1797 як центр повіту увійшов до Слобідсько-Української, а з 1835 року — до Харківської губернії). У державних актах кінця XVIII ст. місто почали іменувати Купенском, пізніше — Купяпском. У другій половині XVIII століття він перетворився на значний торговий центр. З 1767 року тут щороку відбувалося шість ярмарків. Сюди з'їжджалися купці з різних міст — Тули, Бєлгорода, Харкова, Чугуїва, а також жителі сусідніх слобід. Вони привозили хліб, лляне полотно, рибу, бахмутську і торську сіль, вино, м'ясо, шкіру, дьоготь, худобу та інше. Торгували на ярмарках сукном, юфтю, виготовленою в російських та слобідсько-українських містах. По понеділках і п'ятницях були базари, щовівторка і щосуботи в 12 крамницях купці та міщани торгували тканинами, галантереєю та іншими товарами. У першій половині XIX століття Куп'янськ розвивався значно повільніше інших міст Харківської губернії. В одному з офіційних звітів за 1837 рік відзначалося, що «місто Куп'янськ не на великий проїзній дорозі, торгівля в ньому досить незначна, а тому він протягом багатьох років все майже в одному стані знаходиться».
Населення займалося переважно землеробством, тваринництвом, бджільництвом. Ремесла і торгівля не отримали значного розвитку. Комерційний оборот чотирьох невеликих ярмарків склав у 1837 році всього 35 000 крб. Торгували тут у кількох невеликих крамницях. Чисельність населення в порівнянні з 80-ми роками XVIII століття зменшилася. Так, якщо в 1785 р. в Куп'янську жило 4703 людини, то в 1837 році — 2710, у тому числі дворян — 81, міщан- 481.

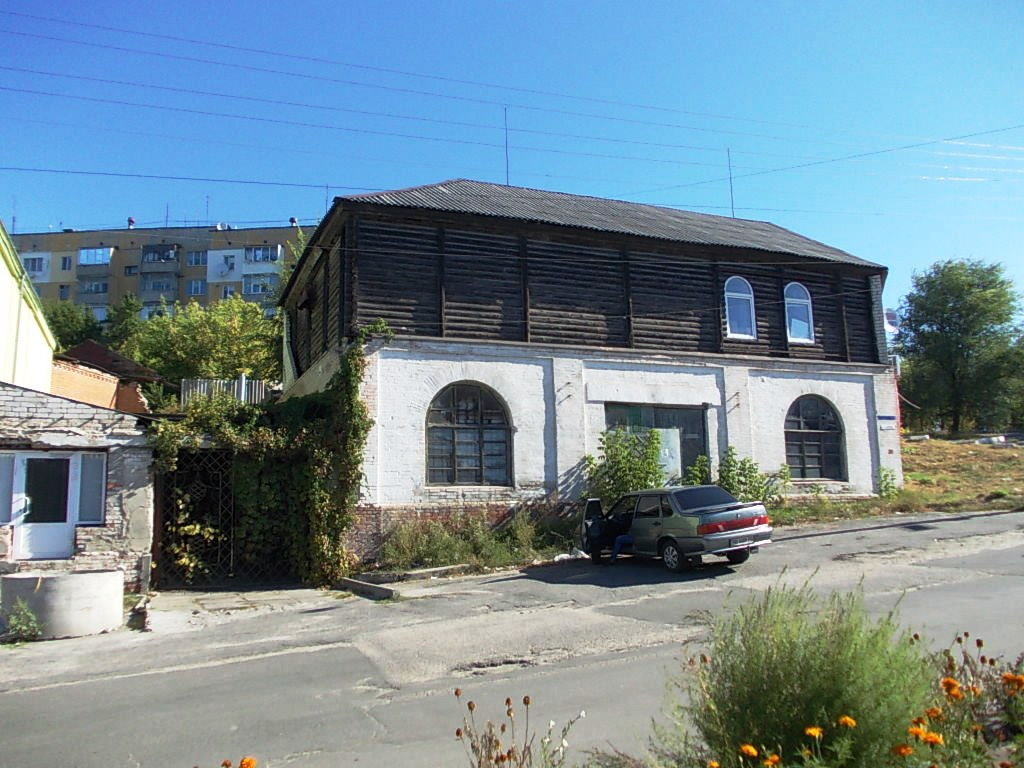
Дерев'яна церква

У 1780 році Куп'янськ увійшов до складу Воронезького намісництва, і указом Катерини II у 1781 році був туди прийнятий.
У 1662 року була побудована дерев'яна Покровська церква. Куп'янський соборний храм Покрови Пресвятої Богородиці освячений у 1822 році (тоді ж закінчено будівництво), у 1930 році його зруйнували. Дерев'яна Миколаївська церква побудована у 1705 році, новий кам'яний храм св. Миколая — у 1852 році за рахунок коштів, що пожертвували прихожани і поміщик Ананьїн.
У 1797 році Куп'янськ був повернений до складу Слобідсько-Української губернії з центром у місті Харків. Наприкінці XVIII століття у Куп'янську мешкало 3500 жителів, налічувало близько 3500 карбованців сріблом щорічного доходу і три ярмарки. Основну частину населення становили військові обивателі. Основним заняттям для більшості сільського і міського населення служило землеробство, за ним торгівля, ремесла і кустарні промисли. З місцевих товарів, які поставлялися на російський ринок, крім хлібних і зернових продуктів, ввозилися рослинна олія, макуха, кошики та інші вироби з лози.
Біля Миколаївської церкви перебувала Базарна площа. Дві основні вулиці підіймалися з неї — це Дворянська (на сьогоднішній день — вулиця Леніна) і Бєлгородська (вулиця 1 Травня), вони були викладені бруківкою і освітлені. Часто вулиці отримували свою назву на честь жителів міста — Калантаєвська, Охтирська, Загреблянська, Домолєєвська, Сізовська, Горянська, Заоскільна.

### Початок XIX— початок XX століття

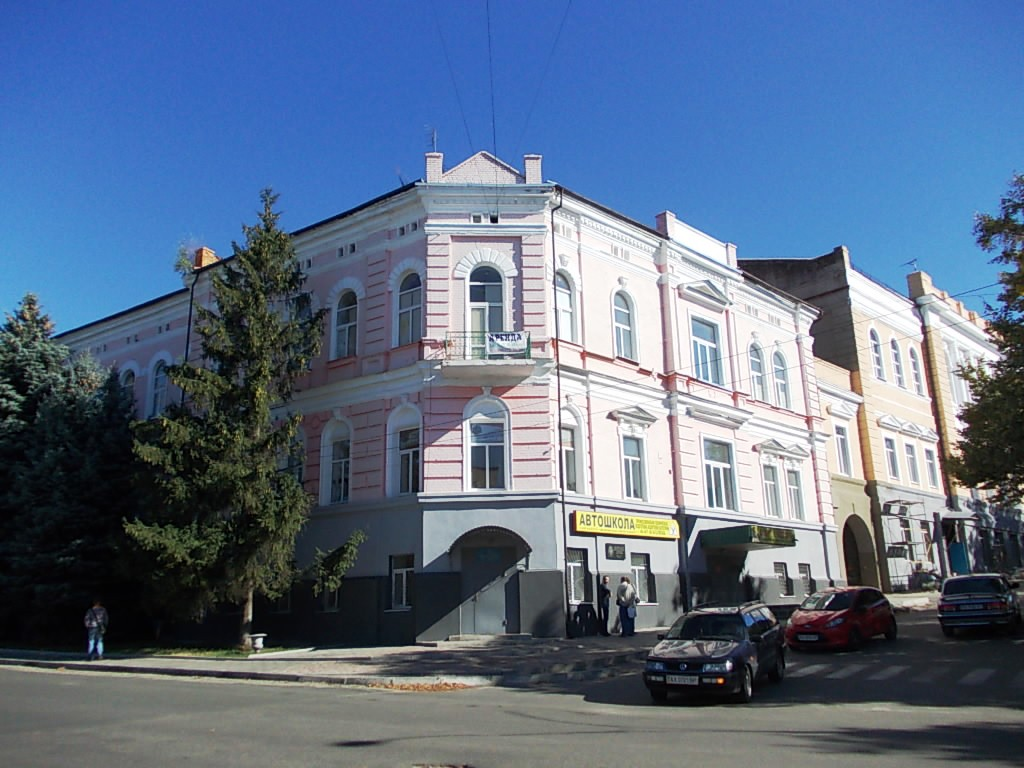
Комплекс будівель духовного училища

У 1807 році відкрилося Куп'янське освітнє училище, у 1872 році, на базі жіночого відділення цієї установи — Куп'янська жіноча гімназія. Наприкінці XIX століття у відомості Куп'янського земства було 43 навчальних заклади, 37 народних вчителя і 2 вчительки. У 1819 році було відкрито Куп'янське духовне училище, 1886 року — Куп'янське Олександрівське ремісниче училище, основною метою якого було практичне навчання слюсарно-токарному і слюсарно-ковальському ремеслу. Промисловість міста Куп'янськ у 1871 році була представлена маслоробним, свічко-сальним і трьома цегляними заводами.
Згідно з першим загальним переписом населення в Куп'янську склало 6893 чоловік. Грамотність в місті — 36,5 %. За соціальним складом в місті проживало: містян — 2609, селян — 3504, дворян — 417, духовенство — 159, купців — 72. Основне віросповідання — православне.
У 1895 році поблизу Куп'янська пройшла залізнична лінія Балашов-Куп'янськ-Харків, Харків-Лисичанськ. У 7 верстах від міста почав будуватися залізничний вузол. На місці хутору Лактіоновка виросло селище залізничників — Куп'янськ-Вузловий. У 1911 році поблизу станції Куп'янськ-Вузловий був побудований силікатний завод, у 1904 році в південно-східній частині міста заснований вапняний завод, у 1905 році приватними підприємцями — Куп'янський пивзавод.
На початку двадцятого століття промисловість Куп'янська була представлена вісьмома фабриками і заводами напівкустарного типу, на яких було зайнято 150 робітників. На залізничному вузлу працювало понад 600 осіб. Широке поширення набуло ремісниче виробництво.
Революційні події 1905 року в Куп'янську відбилися страйком залізничників, що був швидко пригнічений.
За статистикою 1913 року, у Куп'янську налічувалося 33 види ремесел, працювало 3572 майстри, 1311 підмайстрів, 741 учень.

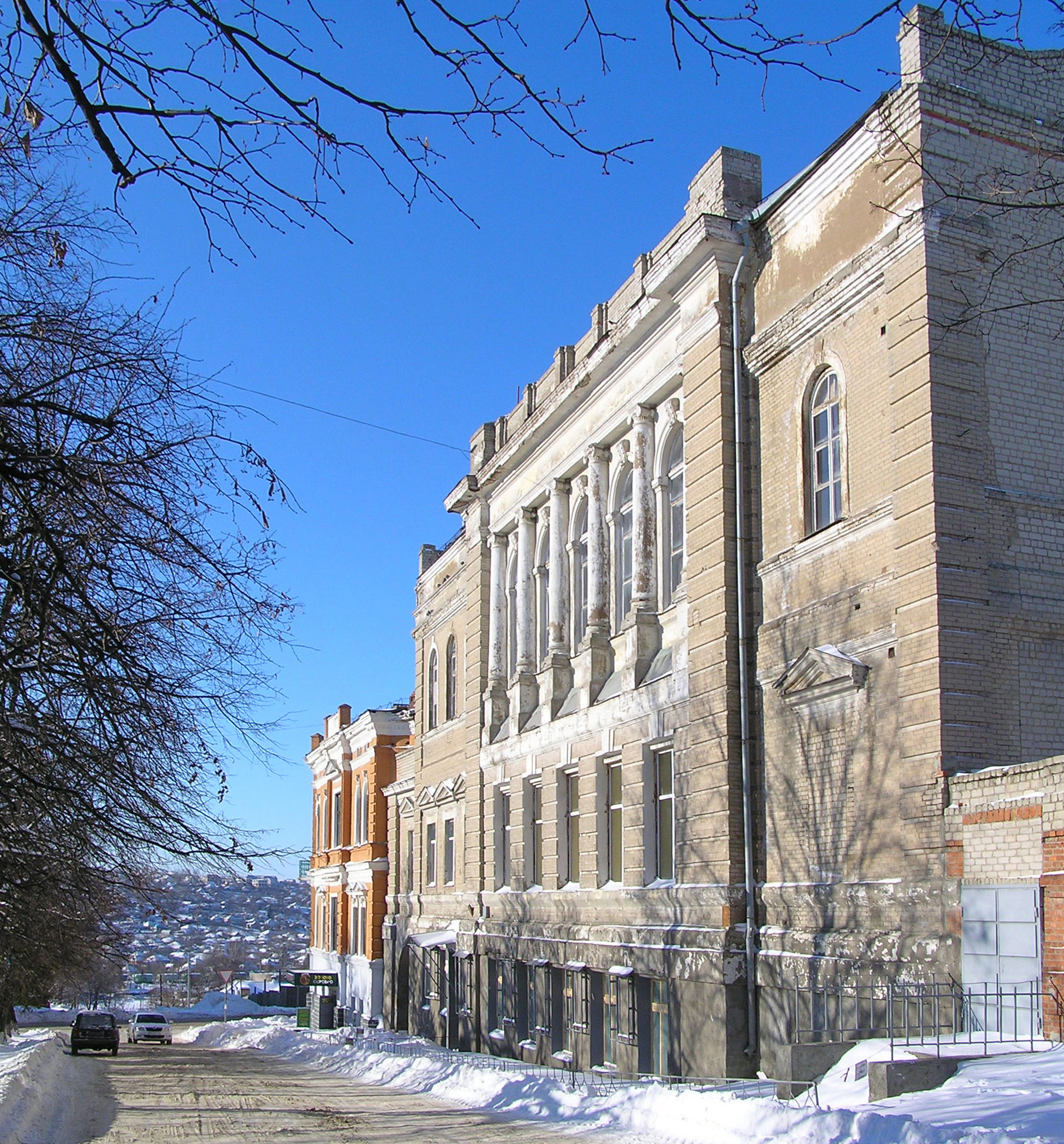
Головний корпус колишнього Духовного училища кінця XIX — початку XX ст.

### Українські визвольні змагання
У ході українських визвольних змагань Куп'янськ став частиною проголошеної III Універсалом Української Народної Республіки у складі адміністративно-територіальної одиниці Донеччина. В ході Першої радянсько-української війни, в січні 1918 року опиняється під контролем більшовиків. У квітні 1918 в ході контрнаступу українських та союзних військ, радянська армія намагається нанести удар у напрямі на Куп'янськ щоб запобігти повної втрати земель сходу України, але зазнає поразки. 24 квітня німецька армія, захопивши Куп'янськ, Бахмут, Слов'яносербськ, рушила далі — до Старобільська.
З травня по грудень 1918 року місто контролювалось українською владою, після чого знову було окуповане червоними до липня 1919 року, коли до міста зайшли денікінські війська. У грудні 1918 Перша кінна армія червоних, під керівництвом Будьонного, повернула контроль над містом, що ствердило радянську окупацію міста.

### Радянський період
У 1919 році на базі Олександрівського ремісничого училища була відкрита профтехшкола, а в 1923-му — сільськогосподарська школа. На базі їхнього злиття відкрився автотранспортний технікум.
У 1931 році на Заоскіллі закладений фундамент цукрового комбінату, у 1937 році Куп'янський цукрозавод дав першу продукцію. У 1938 році заснований районний комбінат легкої промисловості, у 1954 році — швейна фабрика. У 1939 році майстерні при Олександрівському ремісничому училищі перейменовані в Куп'янську механо-ремонтну майстерню та передані «Союзсахремснаб», у 1955 році — в механічний завод, з 1958 року — це Куп'янський машинобудівний завод. У 1957 році побудовані м'ясокомбінат та молочноконсервний завод. У 1963 році біля хутору Ківшарівка, за 15 км від Куп'янська, почалося будівництво ливарного заводу-філії Харківського моторобудівного заводу «Серп і молот». Перша плавка була проведена в 1966 році. У 1971 році завод нагородили орденом Трудового Червоного Прапора. У 1983 році відкрився Куп'янський хлібозавод. У Куп'янську є підприємства з виготовлення будівельних матеріалів — комбінат будматеріалів і завод залізобетонних конструкцій.

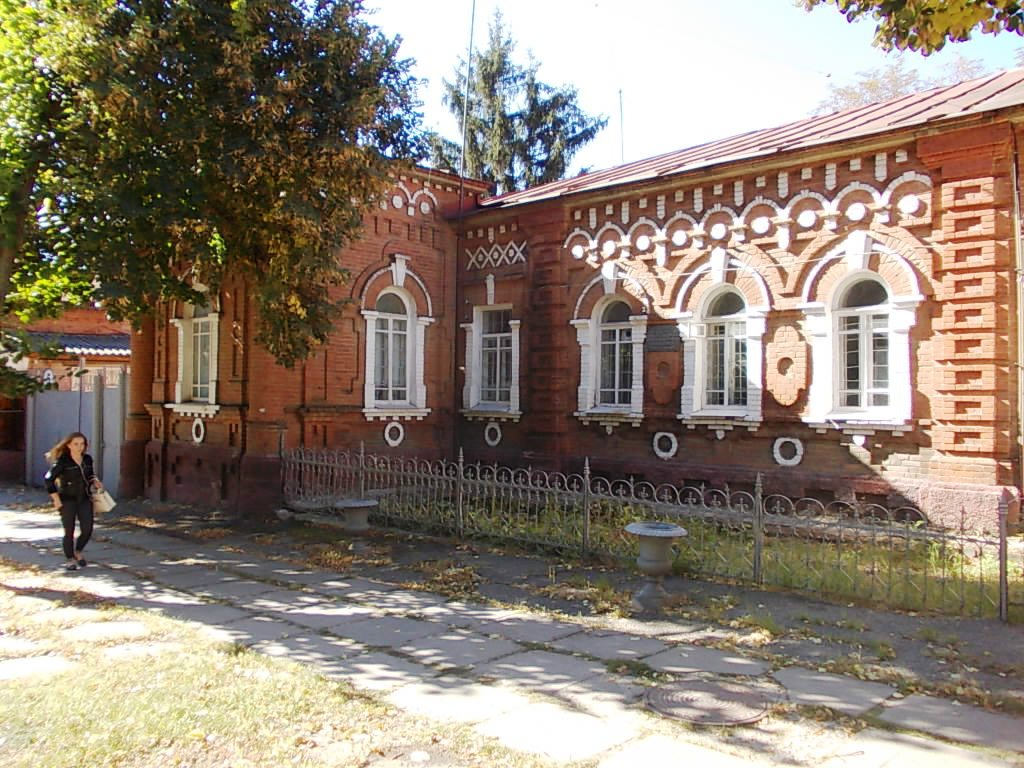
Будівля, де діяв штаб 38-ї армії під командуванням Москаленка

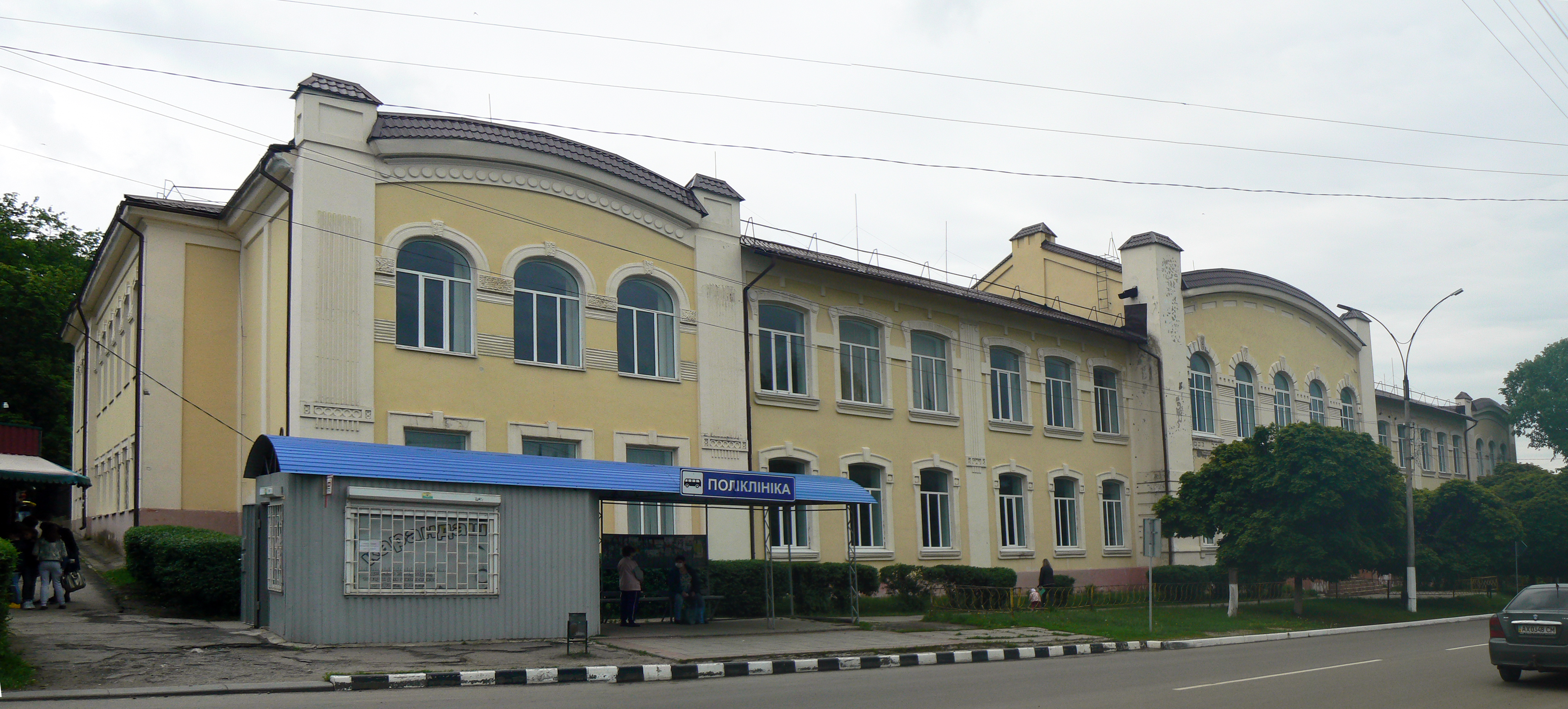
Куп'янський ліцей № 1, колишня чоловіча гімназія

У роки Німецько-радянської війни — з жовтня 1941 по червень 1942 років — у Куп'янську розташовувався Харківський обком КП(б)У і Харківський облвійськкомат, діяла оперативна група ЦК КП(б)У. З 24 червня 1942 року по 3 січня 1943 року тривала окупація Куп'янська німцями. На крейдяній горі, у кінці вулиці Комсомольська, стоїть пам'ятник куп'янчанам, які розстріляні нацистами — 71 людина похована в братській могилі, серед них партизани, підпільники. На міському сквері біля обеліска знаходиться Вічний вогонь. Там поховано 478 воїнів, які воювали за Куп'янськ. Там же знаходиться і пам'ятник Герою Радянського Союзу Н. Ф. Хімушину, який загинув у боях за Куп'янськ. На Куп'янській землі поховані Герої Радянського Союзу Мерзляк І. Д., Селедцов І. Ф., Жердій Є. М., Чучвага І. І.

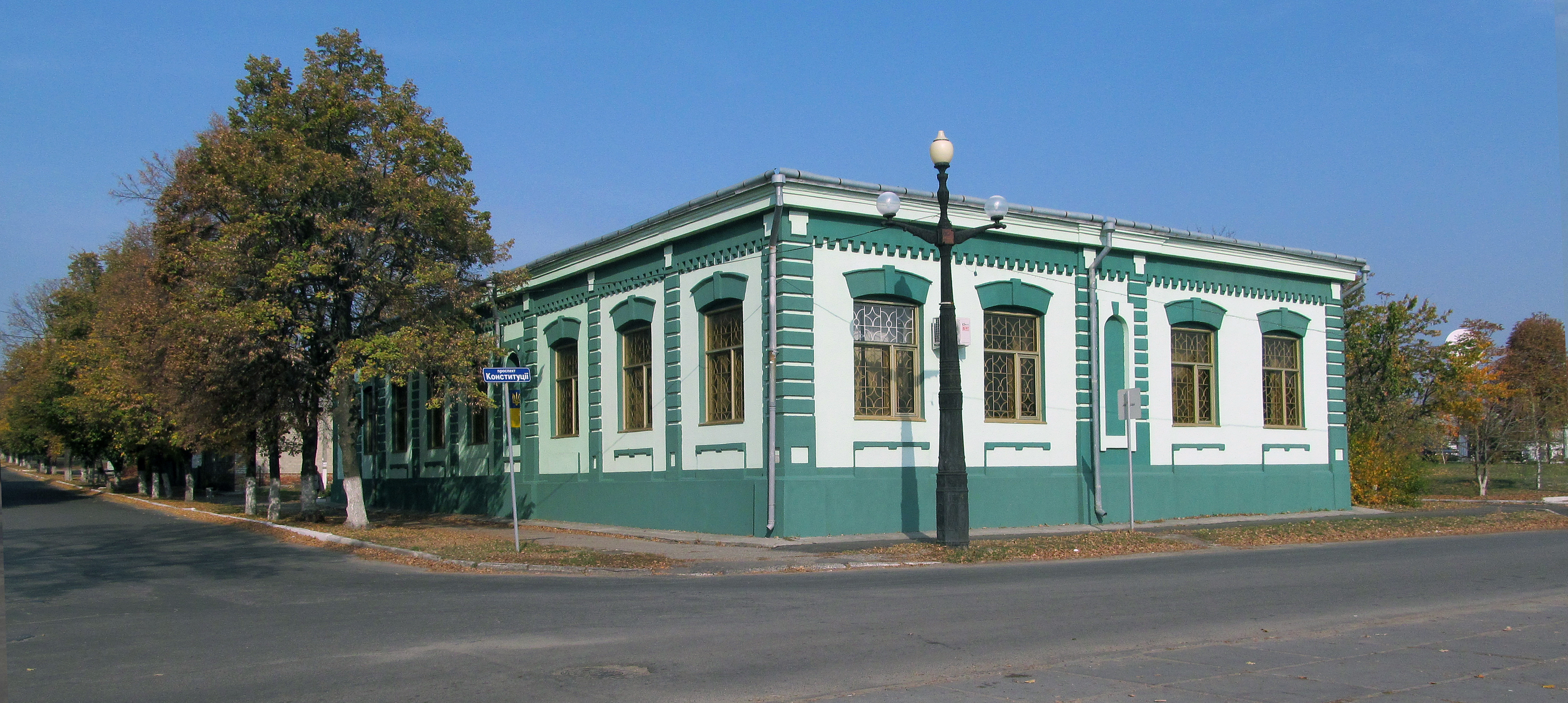
Куп'янське управління Державної казначейської служби України

10 червня 1946 року Куп'янськ віднесено до категорії міст обласного підпорядкування.

### Незалежна Україна
Наприкінці грудня 2000 року була затверджена нова символіка Куп'янщини — герб, гімн і прапор. У 2009 році відкрився новий вокзальний комплекс на станції Куп'янськ-Вузловий — на місці одноповерхової будівлі з'явився триповерховий вокзал, реконструйовані дві платформи. Від Куп'янського залізничного вузла колії розходяться в п'яти напрямках: Куп'янськ-Вузловий — Харків, Куп'янськ-Вузловий — Вовчанськ, Куп'янськ-Вузловий — Валуйки, Куп'янськ-Вузловий — Сватове, Куп'янськ-Вузловий — Святогірськ.
Восени 2003 року Куп'янське хлібоприймальне підприємство було визнано банкротом та ліквідовано.
Згідно з реформою системи професійно-технічної освіти в Харківській області, в січні 2016 року на баланс міського бюджету були передані 3 навчальних заклади: ПТУ № 34, Куп'янський професійно-аграрний ліцей та Вище професійне училище № 27. У жовтні 2016 року Куп'янський професійний ліцей та Куп'янський професійний аграрний ліцей були ліквідовані та приєднані до Вищого професійного училища № 27 та перейменували в Куп'янський регіональний центр професійної освіти.
У 2020 році місто стало центром новостворених Куп'янського району та Куп'янської міської об'єднаної територіальної громади.

### Російсько-українська війна

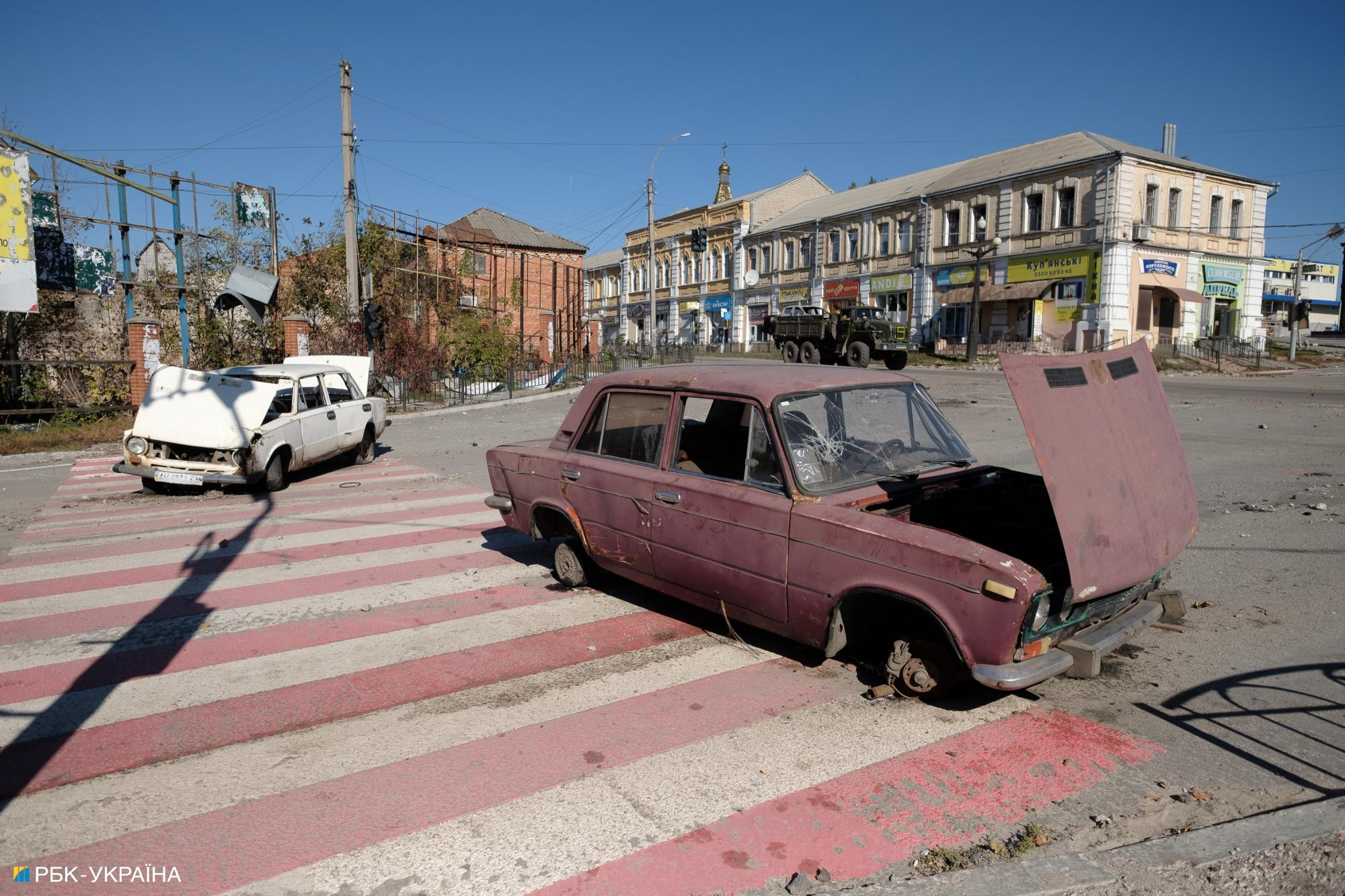
Місто після деокупації

27 лютого 2022 року, під час російського вторгнення в Україну, російські загарбники окупували Куп'янськ. Мер Геннадій Мацегора перейшов на бік Росії, в умовах воєнного стану надав представникам російської армії допомогу в проведенні підривної діяльності проти України. Згодом Мацегору було затримано, йому було інкриміновано державну зраду. 15 квітня стало відомо, що Мацегора втік до Росії.
1 березня 2022 року місцеві жителі вийшли на мирні протести проти російської окупації, під час яких підняли державний прапор України біля будівлі міської ради. Російські військові стріляли у повітря та кидали димові шашки. Згодом окупанти викрали організатора мітингу — депутата міської ради та ветерана війни на Донбасі Миколу Маслія, провели обшуки у декількох місцевих активістів та змусили видалити публікації із соцмереж, які висловлювали протест проти захоплення влади у місті. 8 березня 2022 року на мітинг вийшло значно менше людей — до 30, переважно жінки. Вони тримали в руках плакати з написами «Українські матері проти війни» та «Куп'янськ — це Україна».
8 вересня 2022 року ЗСУ підійшли до міста, російські війська почали виходити з Куп'янська у напрямку Вовчанська.
9 вересня 2022 року ЗСУ вийшли на адміністративні межі міста, а вранці 10 вересня 2022 року місто було остаточно звільнено від російських окупантів, а над міською радою замайорів український прапор.

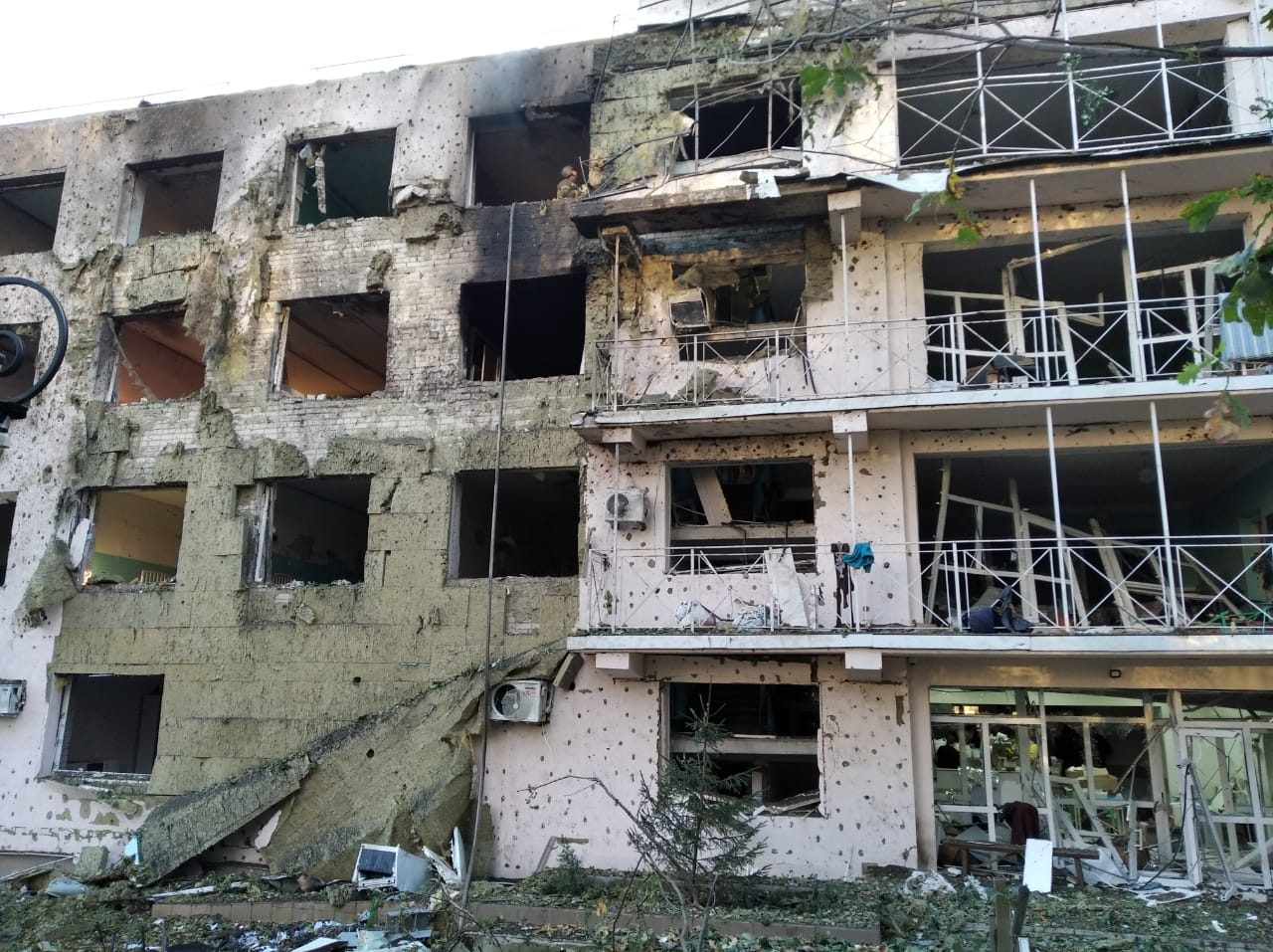
Центральна міська лікарня після обстрілу 3 жовтня 2022 року

Після відступу з міста російські війська його неодноразово обстрілювали. При цьому постраждали, зокрема, центральна міська лікарня, багатоповерхівки та ліцей, залізнична станція Куп'янськ-Вузловий.
12 вересня 2022 року поблизу Куп'янська був знищений перший БпЛА «Shahed-136». Відомо, що даний БпЛА має інерційну систему наведення та використовує дуже гучний китайський двигун MD550, який чутно за декілька кілометрів, і за який українці прозвали ці дрони «мопедами». «Mado MD550» — китайська копія німецького двигуна «Limbach L550E», який своєю чергою базується на двигуні «Volkswagen Boxer», що виготовляли у 1936—2006 роках і встановлювали на легендарні «Жуки». Двигун має потужність всього 50 к. с., але дуже економічний, що і дозволяє «Shahed 136» долати велику відстань. «MD550» донедавна можна було купити навіть на сайті «AliExpress».
14 листопада 2024 року стало відомо, що росіяни прорвалися в Куп'янськ повторно. Колона російських десантників була розгромлена.
15 жовтня 2024 року цивільне населення Куп'янська та прилеглих районів було евакуйоване за наказом українських урядовців. За оцінками Куп'янської військово-цивільної адміністрації, в районі Куп'янська залишилося 4 000 цивільних осіб (порівняно з довоєнним населенням у 27 000 осіб).

## Населення

### Національний склад
Розподіл населення за національністю за даними перепису 2001 року:
| Національність  | Відсоток |
| --------------- | -------- |
| українці        | 77,73 %  |
| росіяни         | 16,20 %  |
| білоруси        | 0,40 %   |
| вірмени         | 0,18 %   |
| інші/не вказали | 5,49 %   |

### Мова
Рідна мова населення за даними перепису 1897 року:
| Мова       | Чисельність, осіб | Відсоток, % |
| ---------- | ----------------- | ----------- |
| Українська | 5 981             | 86,77 %     |
| Російська  | 796               | 11,55 %     |
| Інші       | 116               | 1,68 %      |
| Разом      | 6 893             | 100,00 %    |

Розподіл населення за рідною мовою за даними перепису 2001 року:
| Мова            | Кількість | Відсоток |
| --------------- | --------- | -------- |
| українська      | 25115     | 78.03%   |
| російська       | 6307      | 19.59%   |
| вірменська      | 51        | 0.16%    |
| білоруська      | 36        | 0.11%    |
| циганська       | 29        | 0.09%    |
| інші/не вказали | 649       | 2.02%    |
| Усього          | 32187     | 100%     |

Під час окупації Куп'янська Росією у 2022 році окупаційна влада вживала заходів для викорінення української мови та зросійщення міста.

## Промисловість
Станом на 1 січня 2010 року у Куп'янську було зареєстровано 7351 підприємство та організацій. Кількість зареєстрованих малих підприємств — 156. Кількість приватних підприємців — 4119.
Основні підприємства міста:
- ТОВ Торговий Дім «Куп'янський м'ясокомбінат»
- Акціонерна компанія «Бел-Гер»
- ТОВ «Метиз»
- ВАТ в.archive.org/web/20141217132330/http://k-mashzavod.ru/ «Куп'янський машинобудівний завод»
- СП «Українська Східна Рибна Компанія»
- ТОВ «Куп'янська друкарня»
- ТОВ «Рист»
- ТОВ «Корал-Декор»
- ТОВ «Іскра»
- ПП «Будтехнологія-Н» Куп'янский Силікатний Завод
- ПАТ «Куп'янський молочноконсервний комбінат»
- ЗАТ «Завод залізобетонних конструкцій № 11»

Для відновлення їхніх потужностей та модернізації виробництва необхідно залучення інвестицій ззовні та розвиток місцевого підприємництва. Проте завдяки місцевій діловій ініціативі у Куп'янську розпочала своє функціонування фабрика ялинкових прикрас і підприємство з вироблення меблів. Перспективним є розвиток шкіряної промисловості, оскільки місцевий м'ясокомбінат може постачати для неї сировину.

## Гуманітарна сфера

### Засоби масової інформації
- Газета «Франт» (1997)
- Газета «Наш город» (1998)
- Газета «Вісник Куп'янщини» (1919)
- Газета «Десятка+»[40]
- Газета «Український формат» (2002)
- Газета «Ледокол+» (2010)
- Газета «Купянчанка» (2011)
- Куп'янська телерадіокомпанія — телеканал КТБ
- ТОВ «Східні телевезійні системи»
- Класне радіо[41]

### Громадські організації
- Список конфесійних громад[42]
- Список політичних партій[43]
- Список районних та міських осередків громадських організацій та об'єднань[44]

### Навчальні заклади

Куп'янська гімназія № 3, школа 10 (серпень 2010 року)

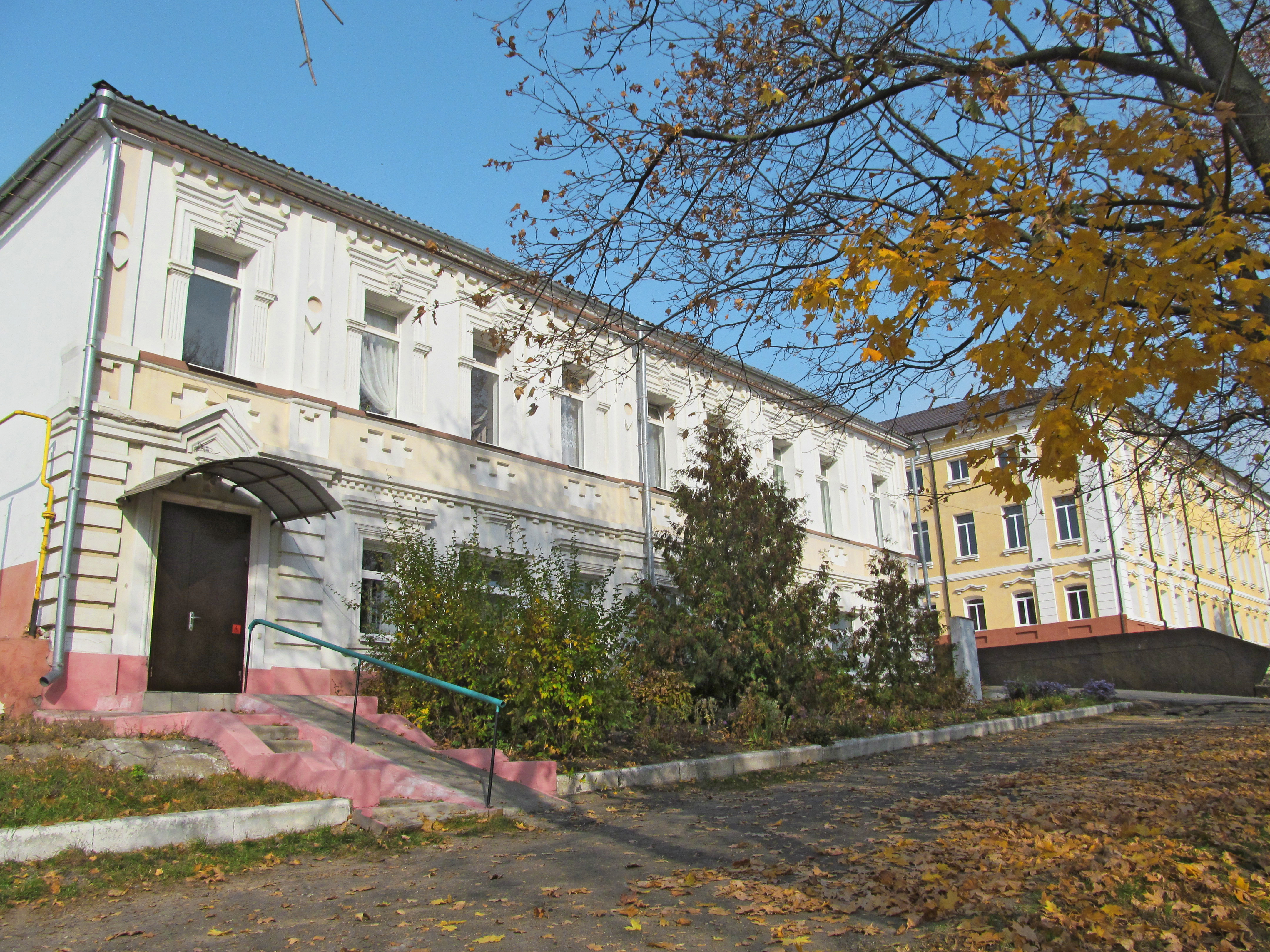
Дитяча музична школа

- Куп'янський автотранспортний коледж

Напрям підготовки: Обслуговування та ремонт автомобілів і двигунів, Організація перевезень і управління на автотранспорті, Організація і регулювання дорожнього руху, Бухгалтерський облік: Рівень акредитації: ВНЗ І рівня
- Куп'янський медичний коледж імені Марії Шкарлетової

Напрям підготовки: лікувальна справа, сестринська справа (бакалавр)
Рівень акредитації: ВНЗ II рівня
- Куп'янський професійний аграрний ліцей[45]

Напрям підготовки: тракторист-машиніст, бухгалтер: Рівень акредитації: ПТУ II рівня
- Вище професійне училище № 27[46]

Напрям підготовки: Ливарне виробництво чорних та кольорових металів, Обробка матеріалів на верстатах та автоматичних лініях, Спеціаліст налагоджувальних, формувальних та стрижньових машин, Верстатник широкого профілю; Оператор верстатів з програмним керуванням, Модельник дерев'яних моделей, модельник з металевих моделей, Слюсар з ремонту автомобілів, Електрогазозварник, Кухар-кондитер, Продавець продовольчих товарів, Електромонтер ремонту та обслуговування електроустаткування, Слюсар-ремонтник, електрозварник ручного зварювання, Електромонтер з ремонту та обслуговування електрообладнання, електрозварник ручного зварювання.
Рівень акредитації: ВНЗ І рівня
- Куп'янський професійний ліцей[47]

Напрям підготовки: Будівництво, Легка промисловість, Залізничний транспорт, Електро-слюсарні роботи (контрольновимірювальні прилади), Харчова промисловість: Рівень акредитації: ПТУ І рівня
В місті є також 5 загальноосвітніх шкіл:
- Куп'янська загальноосвітня школа I—III ступенів № 1[48]
- Куп'янська загальноосвітня школа I—III ступенів № 4 імені Героя Радянського Союзу М. Ф. Хімушина[49]
- Куп'янська загальноосвітня школа І-ІІІ ступенів № 6[50]
- Куп'янська загальноосвітня школа І-ІІІ ступенів № 11[51]
- Куп'янська загальноосвітня школа І-ІІІ ступенів № 12[52]

3 гімназії:
- Куп'янська гімназія № 1[53]
- Куп'янська гімназія № 2
- Куп'янська гімназія № 3

2 НВК (дитячий садок та школа 1-11 класи):
- Куп'янський навчально-виховний комплекс № 2
- Куп'янський навчально-виховний комплекс № 7

а також:
- Куп'янська вечірня (змінна) школа
- Куп'янська спеціальна загальноосвітня школа-інтернат[54]

7 дитячих дошкільних закладів: № 1 «Сонечко», № 2 «Орлятко», № 4, № 8, № 10, № 12 «Іскорка», № 15 «Дельфін». Також дитячі садки є в НВК № 2 і НВК № 7. Загальна кількість дитячих садочків — 9.
3 автошколи:
- Куп'янський навчально-спортивний центр ТСО України[57]
- ПП «Стріла»
- ПП «Юлія»

3 музичні школи, дитячо-юнацька спортивна школа, Центр дитячо-юнацької творчості.

### Заклади культури
На території м. Куп'янськ функціонують
- 3 самостійні міські бібліотеки та Центральна районна бібліотека Куп'янської районної централізованої бібліотечної системи.
- Районний будинок культури Куп'янського району[59]
- Палац культури імені В. І. Кошелєва[60]
- Куп'янський краєзнавчий музей
- 3 дитячі музичні школи

### Історичні пам'ятки
- Пам'ятник Т. Г. Шевченку, з серпня 2009 року;
- Пам'ятник воїнам-землякам, що загинули на фронтах Великої Вітчизняної війни;
- Меморіал жертвам політичних репресій і Голодомору на Куп'янщині.
- Пам'ятник Хімушину М. Ф. — Герою Радянського Союзу, 1943 рік;
- Перший в Україні пам'ятник медичній сестрі, з 1 вересня 2004 року;
- Садиба Кропивницького «Затишок»
- Миколаївська церква 1852 року.

Пам'ятник Тарасу Шевченку.
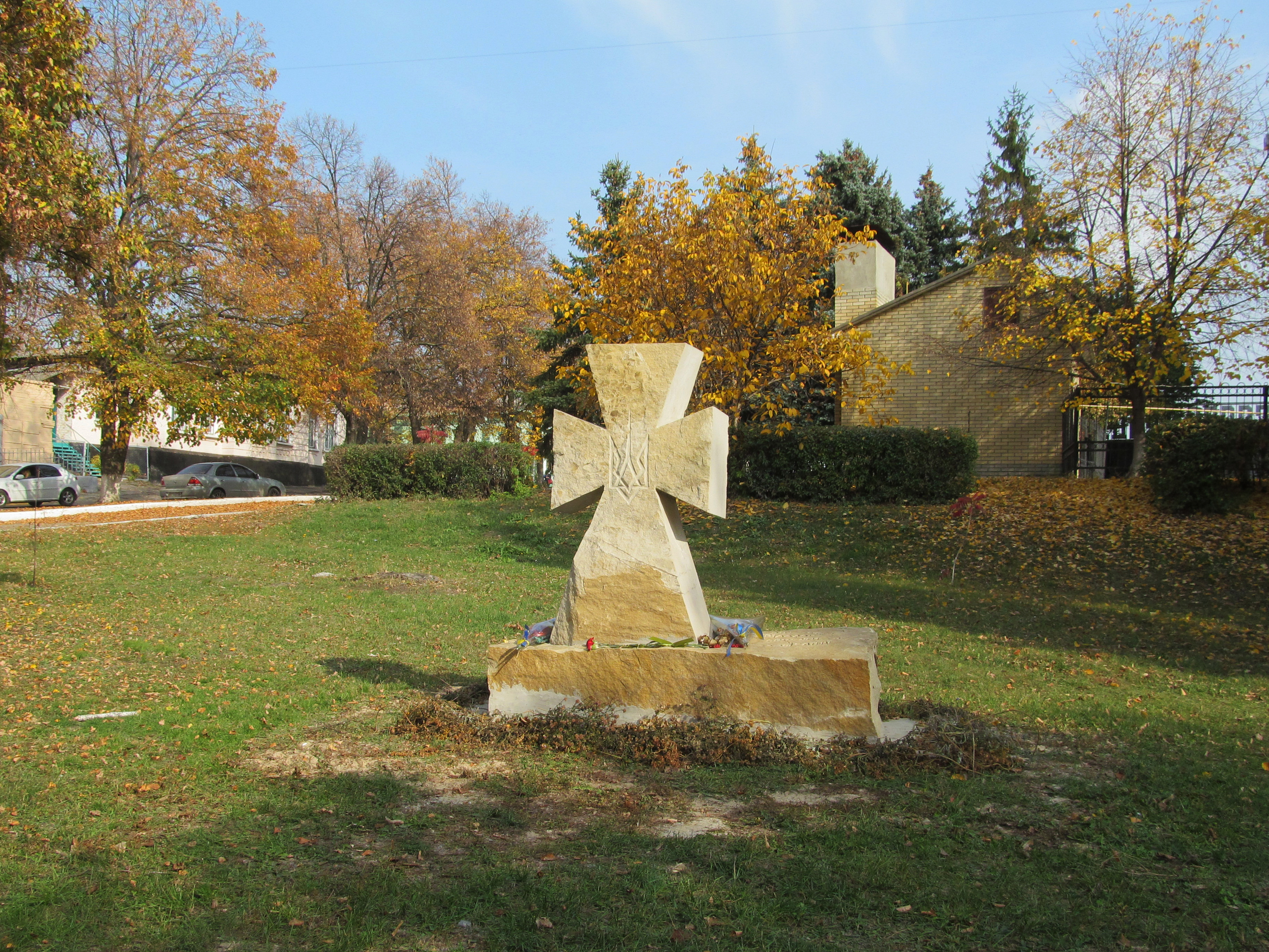
Козацький хрест на честь куп'янчан, що віддали своє життя за Україну.
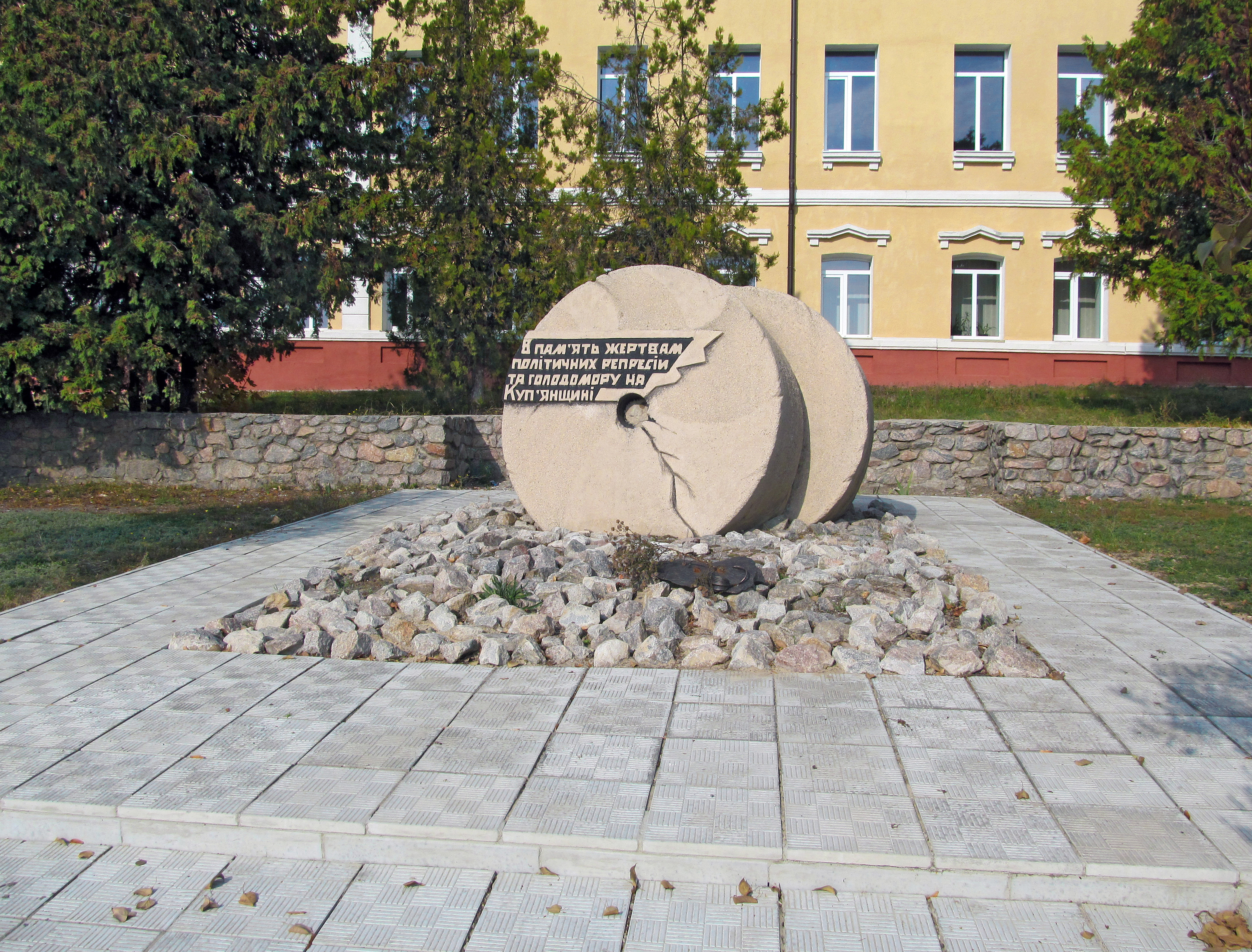
Меморіал жертвам політичних репресій і Голодомору.
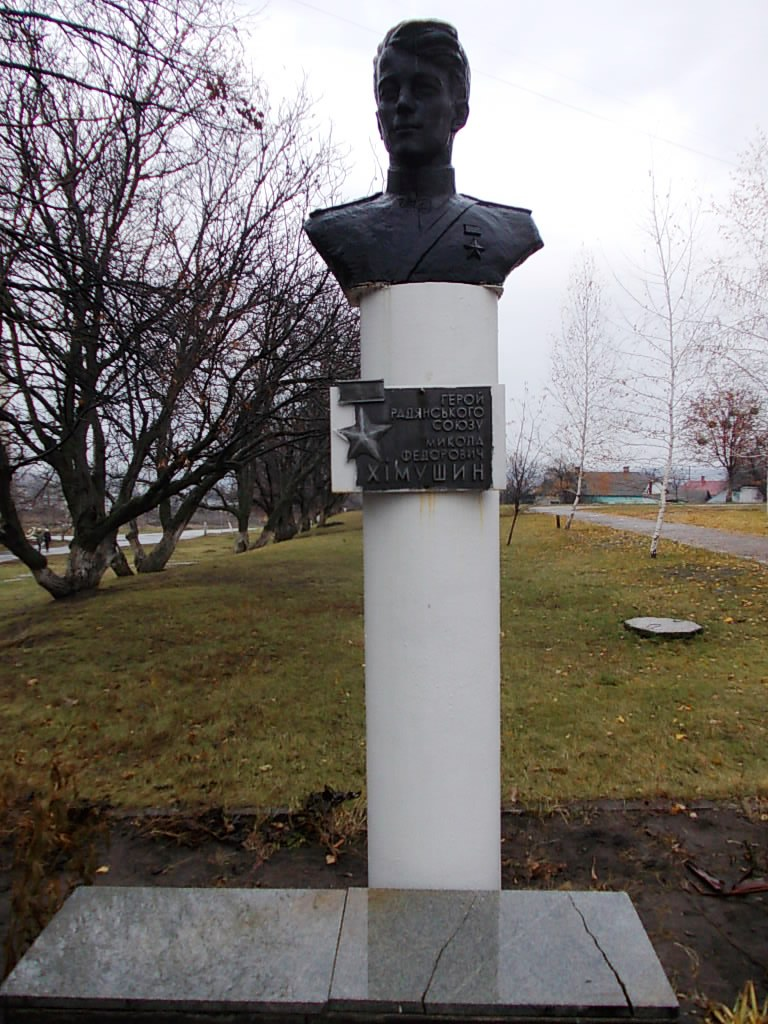
Пам'ятник М. Ф. Хімушіну
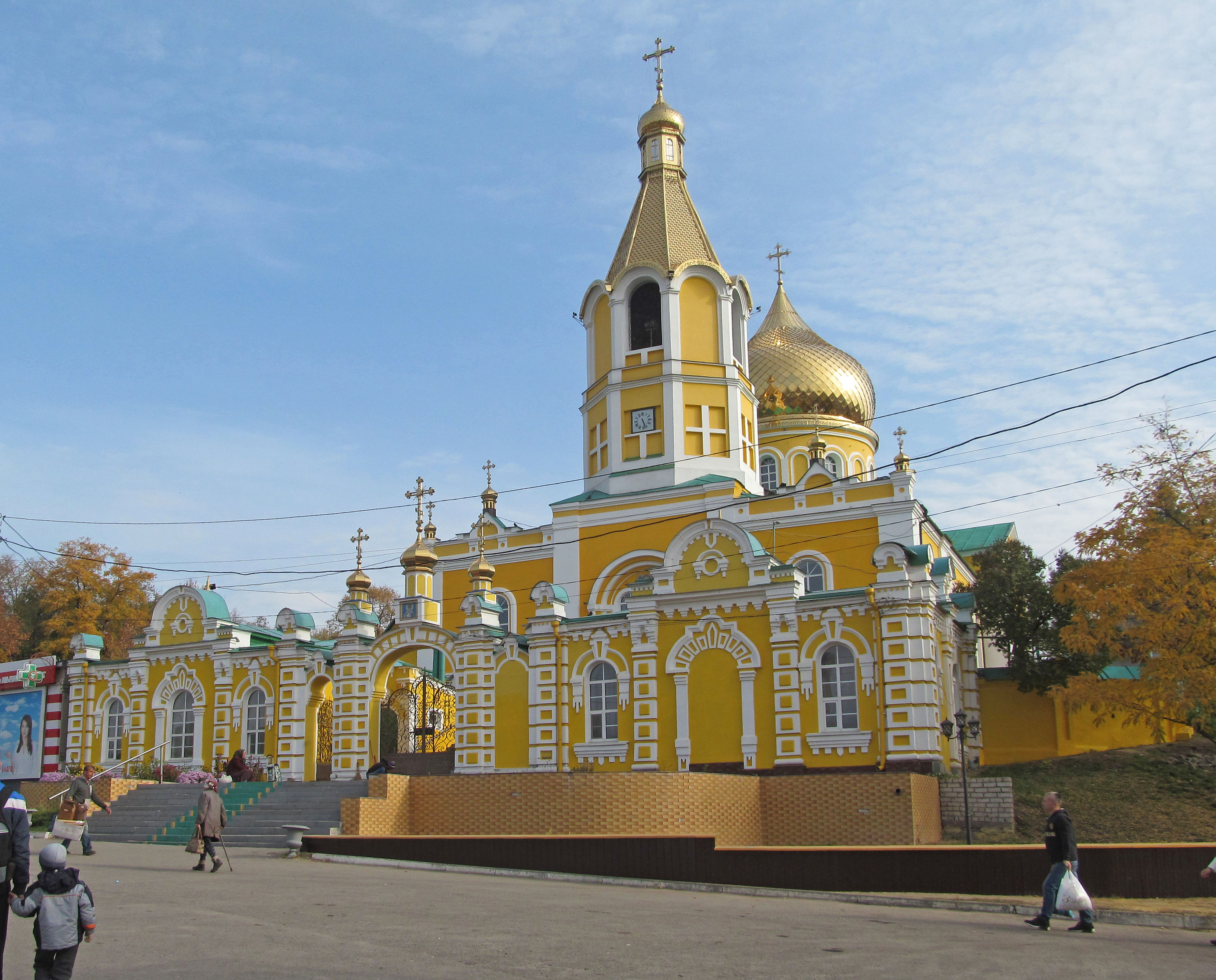
Миколаївська церква 1852 р.

## Міста-побратими
- Девіс, США[61]
- Прущ-Гданський, Польща[62]
- Житомир, Україна[63]
- Чоп, Україна[64]
- Рівне, Україна[65]
- Чернівці, Україна[66]
- Полтава, Україна[67]
- Івано-Франківськ, Україна[68]
- Коламбус, США[69]

## Згадки про місто
- У фільмі «Балада про солдата» є епізод, у якому звучить голос Юрія Левітана, який в радіоповідомленні говорить про місто, вживаючи неправильний наголос: «… радянські війська звільнили місто Куп'янськ».
- У російському серіалі «Карамболь» згадується місто Куп'янськ у спотвореному вигляді — «Крупьянск». Дії відбуваються недалеко від Куп'янська в селі на березі Оскола.
- 2015 року вийшла гра «GTA: Куп'янськ»

## Відомі люди
- Гуня Ольга Миколаївна — лікар-невропатолог комунальної установи «Куп'янський психоневрологічний інтернат», заслужений лікар України[70].
- Світ Іван Васильович (1897—1989) — український історик Далекого Сходу та громадський діяч у Китаї, виріс у місті та закінчив школу

Уродженці
- Андрієвський Сергій Григорович — український архітектор.
- Валяшко Микола Авксентійович — доктор фармацевтичних та хімічних наук, заслужений діяч науки України.
- Дудинцев Володимир Дмитрович — радянський і російський письменник.
- Дев'ятова Тетяна Миколаївна (* 1948) — українська плавчиня.
- Івченко Валерій Михайлович — актор театру і кіно, народний артист України і Росії.
- Іцков Яків Захарович — Український медик. Заслужений лікар Української РСР. Кавалер ордена Леніна.
- Кулик Лілія Володимирівна (* 1987) — українська легкоатлетка-олімпійка, майстер спорту міжнародного класу, рекордсменка України, чемпіонка Європи.
- Нечволод Микола Кузьмич (*11 січня 1937) — український педагог.
- Погребняк Наталія Олегівна — Заслужений майстер спорту з легкої атлетики.
- Мовчан Віталій Анатолійович (1998—2022) — лейтенант, загинув 24 лютого 2022 року.
- Сільванський Микола Михайлович — полковник Армії УНР.
- Чернишов Віталій Олександрович — український футболіст, футзаліст і тренер, майстер спорту міжнародного класу.

Поховані
- Мокієвська-Зубок Людмила Наумівна (1896—1919) — єдина в світі жінка-командир бронепоїзда.